# Renault Primaquatre
La Primaquatre est une automobile fabriquée par Renault juste avant la Seconde Guerre mondiale.

## Description
Outre sa nouvelle calandre plate, la Primaquatre 1932 diffère du modèle de l'année précédente par sa carrosserie plus basse dotée de petites retouches qui modernisent insensiblement la ligne (par exemple : suppression du pare-soleil au-dessus du pare-brise). La carrosserie augmente de volume tout en conservant le même empattement, et de multiples petits réglages nouveaux rendent la Primaquatre plus agréable. La Primaquatre se distingue de la Monaquatre par ses pare-chocs à double lame.
En janvier 1931, elle est commercialisée au prix de 24 200 francs en conduite intérieure et 20 900 francs en faux-cabriolet. En 1932, elle est commercialisée au prix de 19 500 francs.
Elle roule pendant 6 h à une moyenne de 122,783 km/h sur l'autodrome de Linas-Montlhéry.

## Types
Première génération sur une base de Monasix avec moteur de 11 CV 4 cylindres en ligne de 2 190 cm3 :
- KZ6 : 1931
- KZ8 : 1932
- KZ10 : 1933
- KZ18 : 1934
- KZ24 : 1935

Renault Primaquatre roadster cabriolet 1936
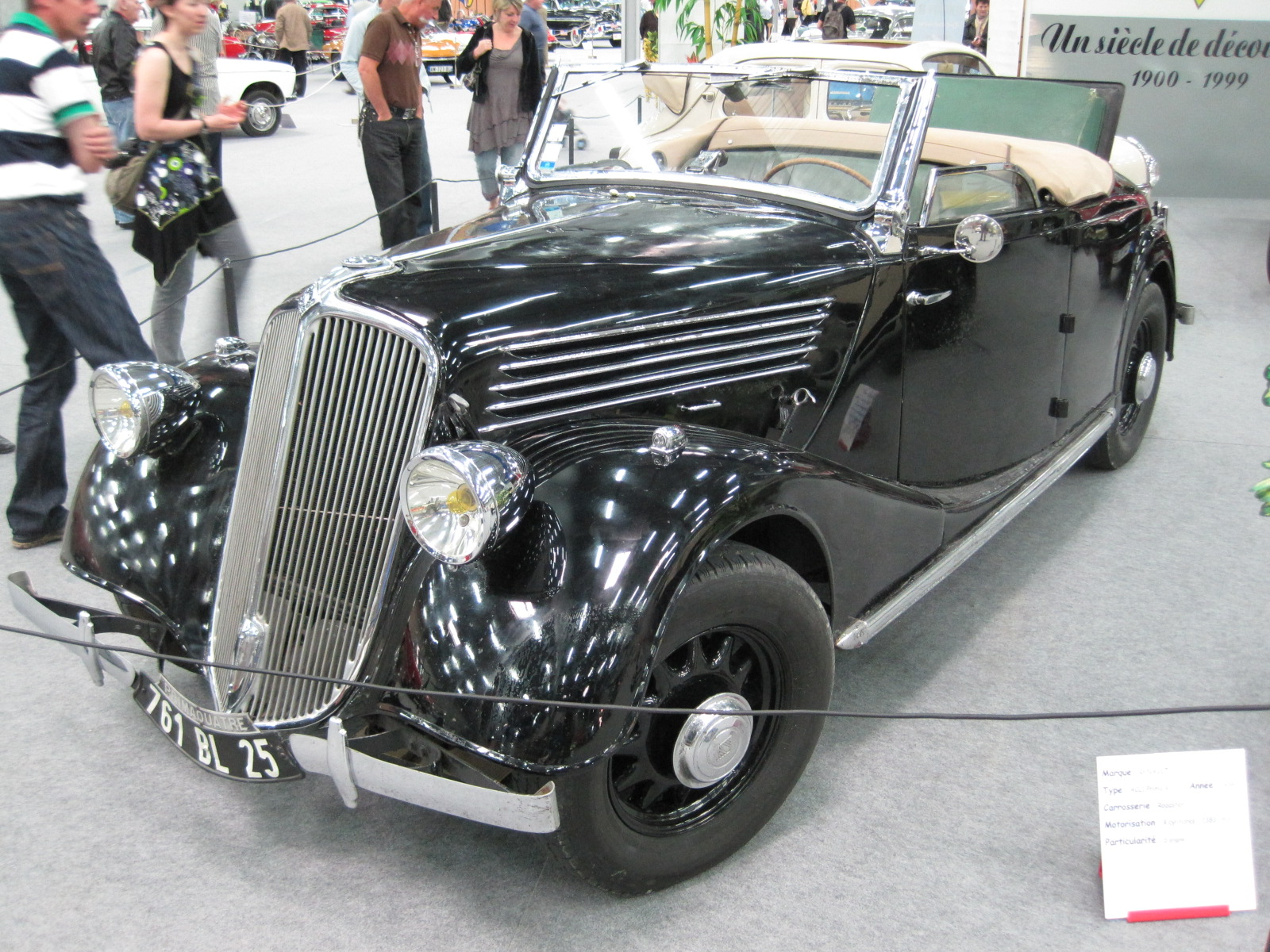
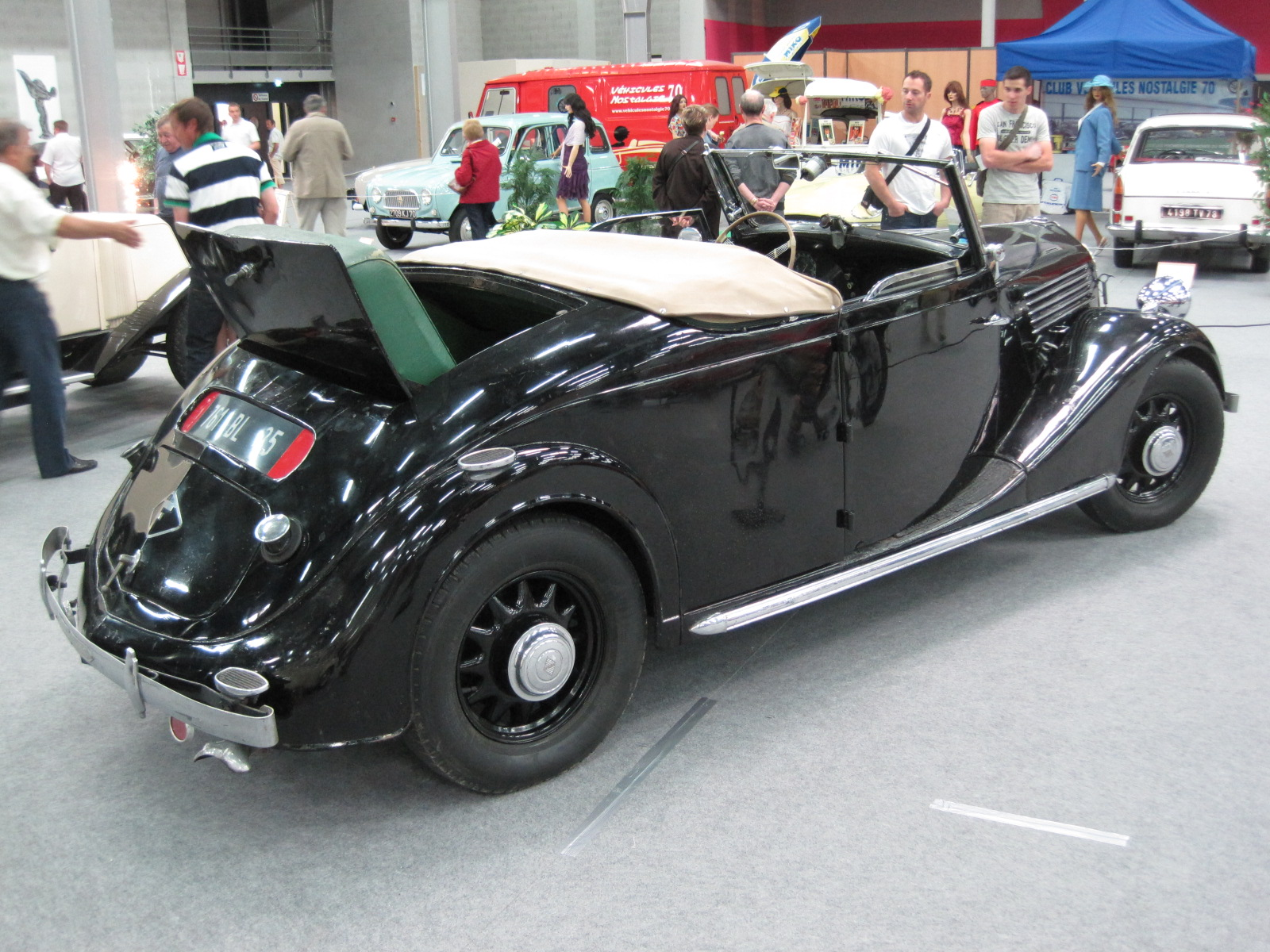
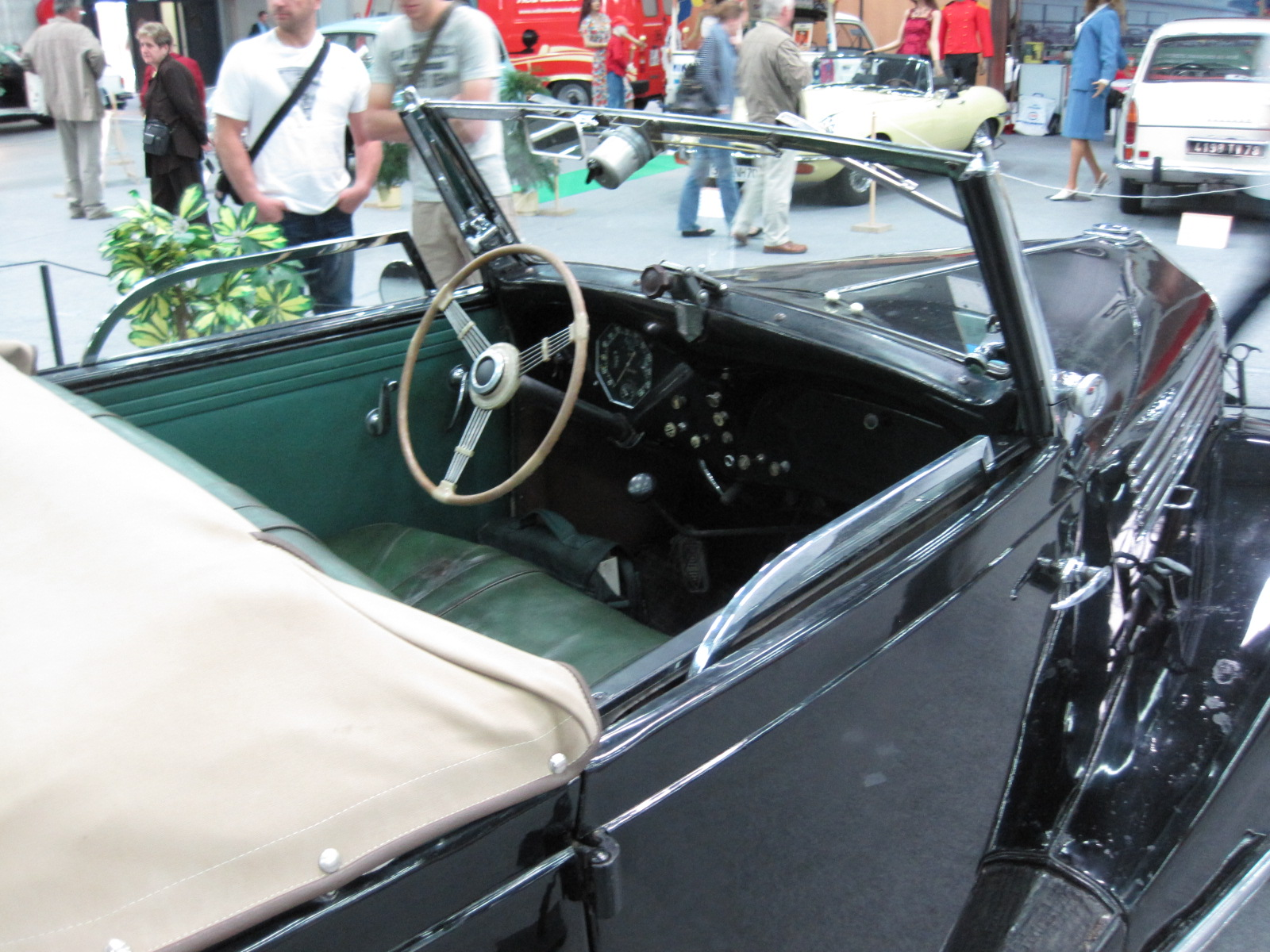

Seconde génération sur une base de Celtaquatre avec moteur de 11 CV 4 cylindres :
- ACL1 : 1936
- ACL2 : 1937
- BDF1 : 1938
- BDF2 : 1939
- BDS1 : 1940
- BDS2 : 1941

Renault Primaquatre 1939
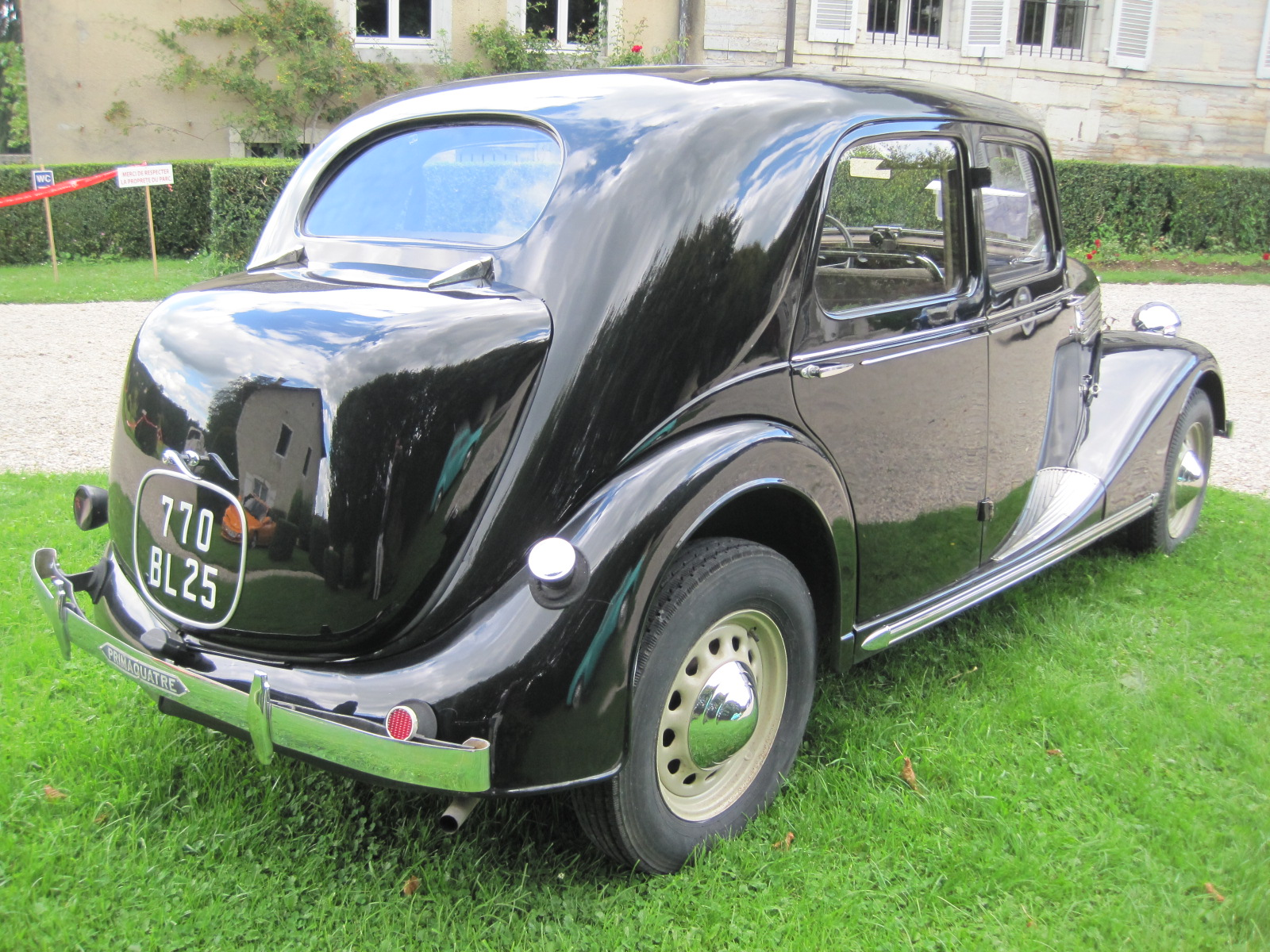
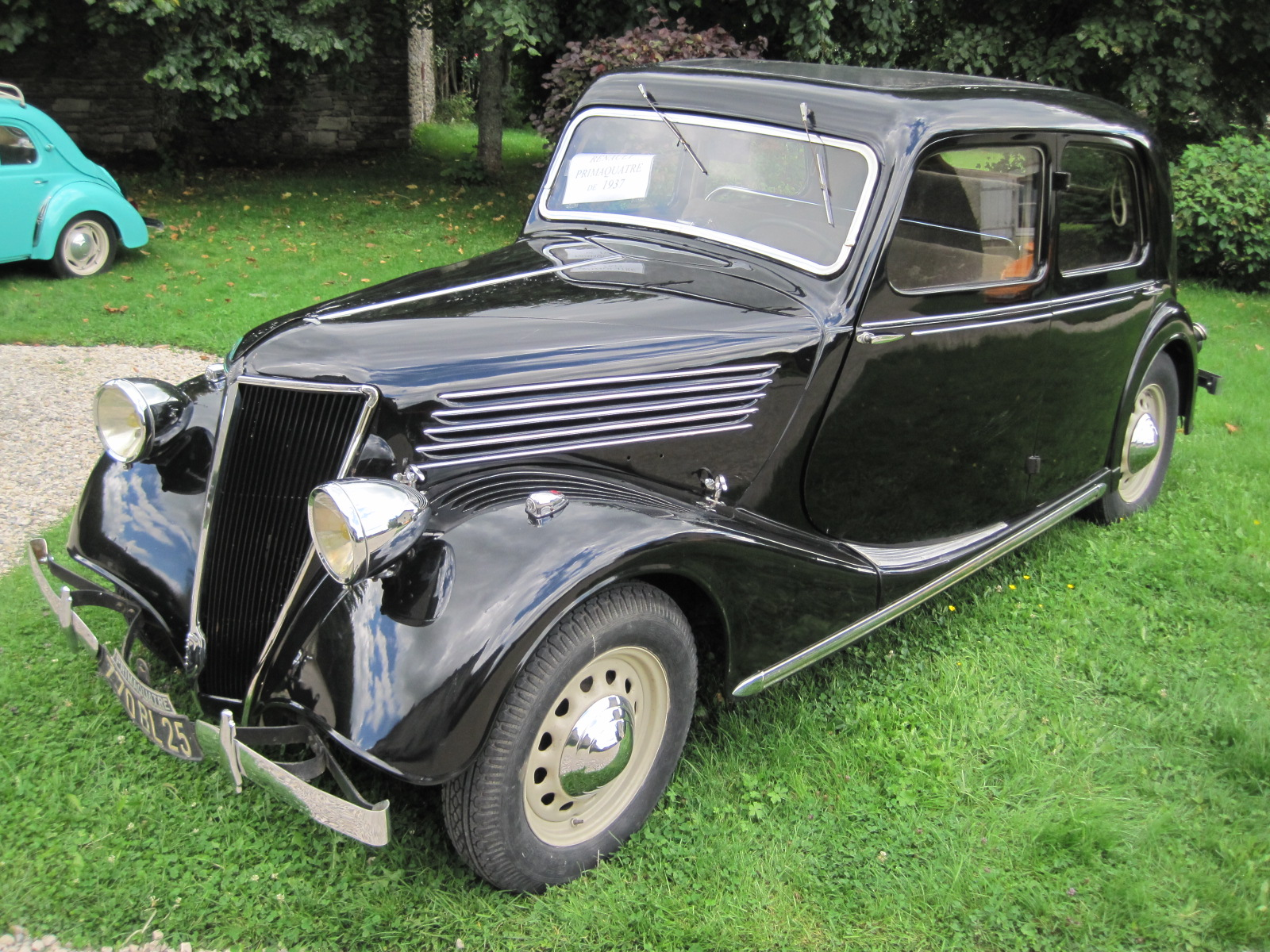

## Détails et évolutions
En 1940, les freins à câbles sont remplacés par des freins hydrauliques Lockheed.

## Caractéristiques
- Consommation : 10 l/100km
- Vitesse maximale : 105 km/h
- Puissance fiscale : 11 CV
- Freins : à câbles sur tambours AV et AR